# Protoleptoneta italica
Espèce
Synonymes
- Leptoneta italica Simon, 1907

Protoleptoneta italica est une espèce d'araignées aranéomorphes de la famille des Leptonetidae.

## Distribution
Cette espèce se rencontre en Italie, en France et en Autriche.

## Étymologie
Son nom d'espèce lui a été donné en référence au lieu de sa découverte, l'Italie.

## Publication originale
- Simon, 1907 : Étude sur les araignées de la sous-section des Haplogynes. Annales de la Société Entomologique de Belgique, vol. 51, p. 246-264 (texte intégral).